# August E. Hohler
August E. Hohler (* 31. August 1925 in St. Gallen; † 5. Mai 2002 in Zürich) war ein Schweizer Psychotherapeut, Journalist und Schriftsteller. 

## Leben
August E. Hohler machte nach einer Lehre als Kaufmann die Matura. Dann absolvierte er ein Studium der deutschen Sprache und Literatur an der Universität Zürich. Er promovierte 1954 mit einer Arbeit über Das Heilige in der Dichtung.
Er arbeitete als politischer Redaktor beim Zürcher Tages-Anzeiger, 1968/69 als Chefredaktor der Weltwoche, schliesslich bei der Basler National-Zeitung. Beim Schweizer Fernsehen leitete er die Diskussionssendung Forum. Für das Schweizer Radio DRS machte er zahlreiche Beiträge, etwa für die Sendung Zum neuen Tag.
Nach weiterführenden psychologischen Studien in der Schweiz und in Kalifornien eröffnete er 1981 in Basel eine psychologische Beratungspraxis. Mit seinen Rundfunksendungen, Vorträgen und Büchern machte er sich besonders in der Schweiz einen Namen als Gesellschaftskritiker.
Er fand auf dem Friedhof Sihlfeld seine letzte Ruhestätte.

## Werke
- Das Heilige in der Dichtung. Klopstock, der junge Goethe. Dissertation, Atlantis (Zürcher Beiträge zur deutschen Literatur- und Geistesgeschichte 10), Zürich 1954
- Vorschlag zur Güte. Glossen, Atlantis, Zürich/Freiburg 1968
- Dennoch. Glossen aus 7 Jahren, Buchverlag Basler Zeitung, Basel 1977
- Wozu das alles? Auf der Suche nach dem Sinn des Lebens. Variationen zu dem Thema Emanzipation, Ex Libris, Zürich 1980
- Gegen den Strom nach vorn. Stationen einer Lebenswende, Ex Libris, Zürich 1982
- Hoffnung am Abgrund. Versuche, der Ohnmacht zu widerstehen, Ex Libris, Zürich 1985
- Guete Tag mittenand. Sechs Mal sechs Morgenbetrachtungen, Editions Heuwinkel, Basel 1987
- Das Prinzip Zärtlichkeit. Steine zu einem Mosaik, Editions Heuwinkel, Basel 1988, ISBN 3-906410-41-2
- Von der schwierigen Entscheidung, gesund zu sein. Eine Rede, Editions Heuwinkel, Basel 1989
- Der Nagel ist nicht das Bild. Texte zur Zeit und Unzeit. Mit einem Vorwort von Oskar Reck, Editions Heuwinkel, Basel 1990
- Die Sandale im Sand am Meer. Von einer Weltreise, Editions Heuwinkel, Basel 1994
- Mit der Türe ins Haus. Kritische Betrachtungen „zum neuen Tag“, Editions Heuwinkel, Basel 1995, ISBN 3-906410-43-9
- Diese Welt oder keine. Kolumnen und Glossen aus vielen Jahren. Mit einem Vorwort von Arnold Künzli, Editions Heuwinkel, Basel 1995, ISBN 3-906410-42-0